# Dušan Vlahović
Dušan Vlahović (Beograd, 28. siječnja 2000.) srbijanski je nogometaš koji igra na poziciji napadača. Trenutačno igra za Juventus.
Nakon što je bio član omladinske škole Partizana, 2016. godine debitirao je za seniorsku momčad kluba. 2018. godine je postao član Fiorentine gdje je tijekom sezone 2020/21. dao 21 gol i tako oborio mnoge rekorde. U siječnju 2022. potpisao je ugovor sa Juventusom od 70 milijuna eura.

## Vanjske poveznice
- Službena stranica
- Profil, Soccerbase (engl.)